# Ski de fond aux Jeux paralympiques de 2006
Les épreuves de Ski de fond aux jeux paralympiques d'hiver de 2006 se sont déroulés entre le 12 mars et le 19 mars 2006. L'épreuve de relais a la particularité de réunir skieurs assis et debout.

## Podiums

### Catégorie debout
| Épreuves                  | Médaille d'or              | Médaille d'argent          | Médaille de bronze       |
| ------------------------- | -------------------------- | -------------------------- | ------------------------ |
| 5 km libre H 12 mars      | Steven Cook États-Unis     | Siarhei Silchanka Belgique | Thomas Oelsner Allemagne |
| 5 km libre F 12 mars      | Katarzyna Rogowiec Pologne | Anna Burmistrova Russie    | Yuliya Batenkova Ukraine |
| 10 km classique H 15 mars | Steven Cook États-Unis     | Alfis Makamedinov Russie   | Kirill Mikhaylov Russie  |
| 10 km classique F 15 mars | Anna Burmistrova Russie    | Yuliia Batenkova Ukraine   | Anne Floriet France      |
| 20 km H classique 19 mars | Kirill Mikhaylov Russie    | Alfis Makamedinov Russie   | Steven Cook États-Unis   |
| 15 km F classique 19 mars | Katarzyna Rogowiec Pologne | Anna Burmistrova Russie    | Yuliya Batenkova Ukraine |

### Catégorie assis
| Épreuves         | Médaille d'or                | Médaille d'argent            | Médaille de bronze         |
| ---------------- | ---------------------------- | ---------------------------- | -------------------------- |
| 5 km H 12 mars   | Taras Kryjanovski Russie     | Iurii Kostiuk Ukraine        | Alain Marguerettaz France  |
| 2,5 km F 12 mars | Olena Iurkovska Ukraine      | Liudmila Vauchok Belgique    | Lyudmilya Pavlenko Ukraine |
| 10 km H 15 mars  | Taras Kryjanovski Russie     | Sergey Shilov Russie         | Iurii Kostiuk Ukraine      |
| 5 km F 15 mars   | Olena Iurkovska Ukraine      | Liudmila Vauchok Biélorussie | Colette Bourgonje Canada   |
| 15 km H 18 mars  | Iurii Kostiuk Ukraine        | Taras Kryjanovski Russie     | Sergey Shilov Russie       |
| 10 km F 18 mars  | Liudmila Vauchok Biélorussie | Olena Iurkovska Ukraine      | Colette Bourgonje Canada   |

### Catégorie malvoyant
| Épreuves                  | Médaille d'or            | Médaille d'argent                 | Médaille de bronze                |
| ------------------------- | ------------------------ | --------------------------------- | --------------------------------- |
| 5 km libre H 12 mars      | Brian McKeever Canada    | Frank Hoefle Allemagne            | Helge Flo Norvège                 |
| 5 km libre H 12 mars      | Verena Bentele Allemagne | Tatiana Ilyuchenko Russie         | Lioubov Vasilieva Russie          |
| 10 km classique H 15 mars | Brian McKeever Canada    | Vasili Shaptsiaboi Biélorussie    | Valery Koupchinsky Russie         |
| 10 km classique F 15 mars | Lioubov Vasilieva Russie | Yadviha Skarabahataya Biélorussie | Yadviha Skarabahataya Biélorussie |
| 20 km H classique 19 mars | Oleh Munts Ukraine       | Brian McKeever Canada             | Vasili Shaptsiaboi Biélorussie    |
| 15 km F classique 19 mars | Lioubov Vasilieva Russie | Yadviha Skarabahataya Biélorussie | Yadviha Skarabahataya Biélorussie |

### Relais
Le relais Homme est composé d'un premier relais 3,75 km d'un skieur assis et deux relais de 5 km de deux skieurs debout.
Le relais Femme est composé de trois relais de 2,5 km où peuvent concourir skieuses assises et debout
| Épreuves       | Médaille d'or                                                | Médaille d'argent                                                | Médaille de bronze                                         |
| -------------- | ------------------------------------------------------------ | ---------------------------------------------------------------- | ---------------------------------------------------------- |
| Hommes 17 mars | Norvège Karl Einar Henriksen Kjartan Haugen Andreas Hustveit | Russie Sergey Shilov Irek Mannanov Rustam Garifoullin            | Ukraine Vladyslav Morozov Oleh Munts Vitaliy Lukyanenko    |
| Femmes 17 mars | Russie Irina Polyakova Lioubov Vasilieva Tatiana Ilyuchenko  | Biélorussie Liudmila Vauchok Yadviha Skarabahataya Larysa Varona | Ukraine Lyudmyla Pavlenko Olena Iurkovska Yuliya Batenkova |

## Médailles
| Rang | Nations     | Médaille d'or | Médaille d'argent | Médaille de bronze | Total |
| ---- | ----------- | ------------- | ----------------- | ------------------ | ----- |
| 1er  | Russie      | 7             | 9                 | 5                  | 21    |
| 3e   | Ukraine     | 4             | 3                 | 6                  | 13    |
| 3e   | Canada      | 2             | 1                 | 2                  | 5     |
| 4e   | États-Unis  | 2             | 0                 | 1                  | 3     |
| 5e   | Pologne     | 2             | 0                 | 0                  | 2     |
| 6e   | Biélorussie | 1             | 6                 | 2                  | 9     |
| 7e   | Allemagne   | 1             | 1                 | 1                  | 3     |
| 8e   | Norvège     | 1             | 0                 | 1                  | 2     |
| 9e   | France      | 0             | 0                 | 2                  | 2     |